# Kadi Sissoko
Kadiatou „Kadi” Sissoko (ur. 25 stycznia 1999 w Aubervilliers) – francuska koszykarka występująca na pozycji silnej skrzydłowej, od 2023 zawodniczka Flammes Carolo Basket Ardennes, a w okresie wiosenno-letnim – Phoenix Mercury w WNBA.

## Osiągnięcia
Stan na 17 marca 2024, na podstawie, o ile nie zaznaczono inaczej.

### NCAA
- Uczestniczka rozgrywek:
  - II rundy turnieju NCAA (2019)
  - turnieju NCAA (2019, 2023)
- Zaliczona do I składu Pac–12 (2023)

### Reprezentacja
Młodzieżowe
- Mistrzyni Europy U–18 (2016)
- Brązowa medalistka mistrzostw Europy U–18 (2017)
- Uczestniczka mistrzostw:
  - świata:
    - U–19 (2017 – 5. miejsce)
    - U–17 (2016 – 8. miejsce)

  - Europy:
    - U–20 (2018 – 6. miejsce)
    - U–16 (2014 – 4. miejsce, 2015 – 6. miejsce)